# Абрамовская (Коми)
Абрамовская (коми Абрамовскӧй) — упразднённая деревня в Усть-Цилемском районе Республики Коми России.

## История
По состоянию на 1920 год, в деревне имелось 17 дворов и проживало 96 человек (41 мужчина и 55 женщин). В административном отношении деревня входила в состав Замежного общества Пижемой волости Печорского уезда. Исключена из учётных данных в период между 1960 и 1968 годами.

## География
Урочище находится в северо-западной части Республики Коми, на левом берегу реки Пижмы, на расстоянии примерно 30 километров (по прямой) к юго-западу от села Усть-Цильма, административного центра района. Абсолютная высота — 67 метров над уровнем моря.